# Звукоизоляция

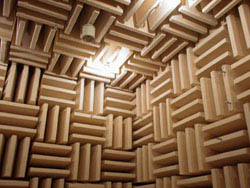
Акустическая безэховая камера

Звукоизоляция или шумоизоляция — снижение уровня шума, проникающего в помещения извне. Количественная мера звукоизоляции ограждающих конструкций выражается в децибелах. Степень необходимости звукоизоляции перекрытий зависит от характеристик используемых в строительстве материалов и соблюдения всех технологических норм. Нормы звукоизоляции помещений и допустимого уровня шума в них регламентируются СНиП 23.103.2003 , санитарно-экологическими требованиями, которые являются обязательными. Это значит, что их несоблюдение является поводом для отказа в выдаче разрешения на ввод объекта в эксплуатацию до устранения нарушений, запрета на эксплуатацию, наложения штрафов и прочих мер, направленных на устранение нарушений.
Термин звукоизоляция всегда считался синонимом термина шумоизоляция. На сей день звукоизоляцию относят к защите от шума в помещениях, в то время как шумоизоляция чаще используется при разговоре о защите от шума в автомобилях.

## Виды шумов
Меры по звукоизоляции помещений призваны бороться с четырьмя видами шумов:
- Ударный шум возникает, когда конструкция помещения принимает удар и рождаемые при этом колебания передаются на стены или перекрытия. Ударный шум возникает при ударах о пол тяжелых предметов, перемещении мебели, звуке шагов, ударах по стене. По конструкциям звуковые колебания могут распространяться достаточно далеко, так как они передаются на все смежные стены, потолки и полы.
- Воздушный шум распространяется по воздуху, но стены и перекрытия поглощают воздушные звуковые колебания недостаточно хорошо. Способность поглощать звуки стенами и перекрытиями зависит от того материала, из которого они состоят. Чем массивней перегородки, тем большим звукоизоляционным эффектом они обладают. Причиной возникновения в помещениях воздушного шума чаще всего являются: "потоки всех видов городского транспорта, проходящего по автомобильным и железнодорожным магистралям, суда при их движении в акваториях, самолеты в зонах воздушного подхода к аэропортам, производственные, коммунальные и энергетические объекты и их отдельные установки, открытые стадионы, внутриквартальные источники шума: транспорт в местах въезда в гаражи, стоянки; вентиляция и системы кондиционирования воздуха этих объектов, центральные тепловые пункты, хозяйственные дворы магазинов, спортивные и игровые площадки, стройплощадки и др. общественный транспорт, потоки автомобилей, автомобильные сирены, громкая музыка.
- Структурный шум возникает при передаче вибраций трубами, шахтами вентиляции и другими элементами коммуникаций. Некоторые элементы коммуникаций могут передавать звуки на большие расстояния.
- Акустический шум чаще всего возникает в необустроенных помещениях и проявляется в виде эха[3].

## Звукоизоляционные материалы и конструкции
Существуют различные звукоизоляционные материалы и звукоизоляционные конструкции, различающиеся по физическим характеристикам и способности защищать помещение от разного шума .
Звукоизоляционные материалы отражают шумы, препятствуя дальнейшему распространению звука. Они эффективны при борьбе с воздушным шумом. К таким материалам относятся тяжёлый бетон, силикатный кирпич, слои резины высокой массы и демпфирующего слоя мягкой резины пористой структуры, переработанные кусочки различных типов акустической пены (спрессованных в плиты очень высокой плотности) и другие высокоплотные материалы, при условии их достаточного веса и толщины.
Звукоизоляционные конструкции более эффективны наряду со звукоизоляционными материалами, поскольку рассчитаны на широкий частотный диапазон звуковой волны, обладающей высокими проникающими свойствами. За счёт применения в звукоизоляционных конструкциях материалов разной плотности и структуры, а также соблюдения правил герметичности и отсутствия жёстких связей с другими ограждающими конструкциями эффективность значительно увеличивается, при этом звукоизоляционная конструкция может обладать меньшей массой и толщиной, чем звукоизоляционный материал при той же эффективности. Наглядным примером звукоизоляционной конструкции может быть современное деревянное окно. Благодаря использованию стёкол разной толщины, увеличению количества воздушных камер и стёкол, применению акустического напыления и обеспечению полной герметичности конструкции деревянные окна отлично изолируют помещение от посторонних звуков и шумов.

## Звукоизоляция элементов конструкций здания
Звукоизоляция может проводиться для отдельных элементов здания:
- звукоизоляция потолков;
- звукоизоляция стен;
- звукоизоляция полов;
- звукоизоляция кровли;
- создание звукоизоляционной перегородки.

Иногда проводят комплексную звукоизоляцию помещения по принципу «комната в комнате», в этом случае от звука изолируются потолки, стены и полы таким образом, чтобы не было жёстких связей между элементами зданий и внутренним пространством помещения. Следует отметить, что согласно законам физики — любые звуковые волны могут быть отражены или поглощены, однако на практике проблема звукоизоляции зачастую упирается в наличие пространства, выделяемого для размещения звукоизолирующих материалов. Так, полная звукоизоляция обычной квартиры технически возможна, но вследствие размещения на всех поверхностях  (пол, стены, потолок, трубы и т. д.)  прослойки звукоизоляционного материала площадь помещения может значительно уменьшиться.